# Marino Cardelli
Marino Cardelli (* 5. Oktober 1987 in Borgo Maggiore) ist ein ehemaliger san-marinesischer Skirennläufer.

## Werdegang
Cardelli startete hauptsächlich bei internationalen Großveranstaltungen. Als Junior nahm er zweimal an den Juniorenweltmeisterschaften teil, wobei hier Rang 74 im Riesenslalom von Bardonecchia 2005 seine beste Platzierung war.
Dreimal trat Cardelli bei Weltmeisterschaften für San Marino an, hier war 2007 in Åre sein bestes Ergebnis.
Auch ist er zweifacher Olympiateilnehmer. Bei den Olympischen Winterspielen 2006 in Turin schied er im Riesenslalom im 1. Lauf aus. Vier Jahre später war er bei der Eröffnungsfeier der Olympischen Winterspiele 2010 in Vancouver Fahnenträger seines Landes. Im Riesenslalomwettbewerb erreichte er Rang 80.
Nach seiner Teilnahme bei den Spielen von Vancouver ist Cardelli nicht mehr als Rennläufer in Erscheinung getreten.

## Erfolge

### Olympische Winterspiele
- Turin 2006: DNF Riesenslalom
- Vancouver 2010: 80. Riesenslalom

### Weltmeisterschaften
- Bormio 2005: 69. Riesenslalom
- Åre 2007: 48. Riesenslalom, DNQ Slalom
- Val-d'Ière 2009: 54. Slalom, DNQ Riesenslalom

### Juniorenweltmeisterschaften
- Maribor 2004: 101. Riesenslalom, DSQ Super-G
- Bardonecchia 2005: 74. Riesenslalom, 93. Super-G, DNS Slalom

### Universiaden
- Bardonecchia 2007: 45. Slalom, DNF Riesenslalom
- Habrin 2009: 47. Riesenslalom, 49. Super-G, DNF Slalom